# Abû Bakr ibn Badr
Abû Bakr ibn Badr, également connu sous les noms d′Abou Bekr ibn Bedr et d'Ibn El Moundir (أبو بكر ابن بدرالدين), est un hippiatre andalou d'origine vraisemblablement égyptienne, né au XIVe siècle, hippologue et auteur du célèbre traité sur l'hippologie le Nâçerî, qu'il a rédigé sur commande du roi Mamelouk Al-Mansûr Sayf ad-Dîn Qala'ûn al-Alfi. Il est surtout connu à travers cette œuvre d'hippiatrie arabe écrite entre 1310 et 1330, El-Nâceri (Le Défenseur), dans laquelle il détaille les efforts du sultan en faveur de l'amélioration des chevaux syriens et arabes, pour sa cavalerie.